# Chiesa di San Michele Arcangelo (Contigliano)
La chiesa arcipretale di San Michele Arcangelo,  nota anche con il titolo di collegiata, è la parrocchiale di Contigliano, in provincia e diocesi di Rieti; fa parte della zona pastorale del Montepiano Reatino.

## Storia
Verso il 1680, con lo sviluppo del paese in seguito a una condizione favorevole e la sua crescita di importanza, i contiglianesi decisero di costruire una nuova chiesa più grande e più bella.
La prima pietra della collegiata barocca venne posta nel 1683 con la benedizione del vescovo Ippolito Vicentini; l'edificio, sorto in sostituzione della precedente parrocchiale dedicata al medesimo santo, fu consacrato nel 1747 dal vescovo di Rieti Antonino Serafino Camarda.
Nel 1750 l'artista Nicola Gennaro eseguì le opere che adornano la cripta.

## Descrizione

### Esterno
La facciata a salienti della collegiata, non intonacata e rivolta a nordovest, è suddivisa da una cornice marcapiano in due registri, entrambi scanditi da paraste; quello inferiore è caratterizzato dal portale d'ingresso, mentre quello superiore, affiancato da volute, presenta centralmente una finestra rettangolare ed è coronato dal timpano triangolare.
Annesso alla chiesa è il campanile a base quadrata, la cui cella presenta su ogni lato una monofora ed è coperta da tetto a quattro falde.

### Interno
L'interno dell'edificio si compone di un'unica navata, sulla quale si affacciano le cappelle laterali e le cui pareti sono scandite da lesene sorreggenti il cornicione sopra cui si imposta la volta; al termine dell'aula si sviluppa il presbiterio, a sua volta chiuso dall'abside semicircolare.
Qui sono conservate diverse opere di pregio, tra le quali la pala con soggetto San Michele Arcangelo, eseguita da Filippo Zucchetti, la tela ritraente il Miracolo di San Vincenzo Ferreri, dipinta nel 1707 da Onofrio Avellino, e l'organo, costruito nel 1748 da Adriano e Ranuzio Fedeli.